# Valentin Dânga
Valentin Dânga (n. 14 iulie 1951, Mîndrești, raionul Telenești, RSS Moldovenească, URSS – d. 27 februarie 2014, București, România) a fost un compozitor din Republica Moldova.

## Biografie
Valentin Dânga s-a născut la data de 14 iulie 1951, în satul Mîndrești (raionul Telenești). A absolvit studii de muzică la Institutul de Arte din Chișinău (1982-1987). 
S-a remarcat ca autor de muzică pentru filme, spectacole de teatru, cântece devenite șlagăre. A debutat în cinematografie în anul 1974 la studioul "Telefilm-Chișinău", compunând muzica pentru documentarul "Orașul meu, Chișinău". El a compus muzica pentru un număr mare de filme documentare, de ficțiune și de animație. A făcut parte din mai multe jurii muzicale: finala națională a Concursului „Eurovision" , “Steaua Chișinăului- 2003”  etc. În anul 1991 a obținut titlul de Maestru în artă.
De asemenea, în anul 1984, a primit două Diplome pentru muzică originală de film documentar la Festivalul Republican de Filme Cocostârcul de argint pentru filmele Fântânarii și Moldova, casă părintească. 
Valentin Dânga este autorul aranjamentului muzical al imnului Republicii Moldova din anul 1995 (poezia Limba Noastră de Alexei Mateevici), a cărui muzică este compusă de către Alexandru Cristea . 

## Filmografie

### Filme documentare
- Orașul meu, Chișinău ("Telefilm-Chișinău", 1974)
- Moldova, casă părintească (1983)
- Fântânarii (1983)
- Crama republicii (1984)
- Monolog despre viață (1987)

### Filme de ficțiune
- Pregătirea de examene ("Moldova-film", 1976)
- Casă pentru Dionis ("Telefilm-Chișinău", 1980)
- Un bătrân ducea un cal ("Moldova-film", s/m, 1980)
- Adolescenta (1981)
- Un autobuz în ploaie (1986)
- Cine va intra în ultimul vagon (1986)
- Cursa (1989)
- Văleu, văleu, nu turna! (1991)

### Filme de animație
- Haiducul (1985)
- Ladys și gentlemani (1986)
- Ruxanda (1987)
- Fumul (1988)
- Sub semnul întrebării (1988)
- Toate culorile (1989)
- Ploaia (1990)

## Ediții muzicale
- «Ochii tăi, Moldovă». Culegere de muzică folc. Chișinău, ed. "Literatura Artistică", 1982.